# Cenocita
Il Cenocita è un sincizio di microrganismi.
Un esempio specifico è rappresentato dai funghi: nelle colonie funginee, ci possono essere raggruppamenti pluricellulari composti appunto dai cenociti (come conseguenza si osservano protrudere delle ife).